# Constant II (usurpador)
Constant (en llatí Constans) era el fill més gran de Constantí, usurpador de l'Imperi l'any 407. Va ser nomenat coemperador d'Occident pel seu pare, i va exercir el càrrec de l'any 409 al 411.
Constant, durant els primers anys de la seva vida, va viure en un monestir, fins que va ser nomenat cèsar pel seu pare, que el va enviar a Hispània amb el general Geronci, per tal de fer front a alguns parents i partidaris d'Honori que lluitaven contra Constantí. Constant va deixar la seva dona a Cesaraugusta i va marxar cap a Arles per a explicar al seu pare la situació a Hispània. El setembre del 409, alguns pobles bàrbars que havien travessat el Rin, sueus, vàndals i alans, i que portaven un temps saquejant les Gàl·lies, van travessar els Pirineus esquivant les guarnicions de Constantí i van entrar a Hispània. Constantí va reorganitzar l'exèrcit i va enviar a Constant a Hispània, amb el títol d'august i com a coemperador. Però llavors va saber que el general Geronci s'havia rebel·lat i havia proclamat emperador a Màxim. Constantí va enviar tropes contra Geronci i Màxim, però aquest, amb el recolzament de les tribus bàrbares, va avançar cap els territoris que controlava el seu enemic. L'any 411, Geronci va derrotar Constantí a Vienne, on va capturar a Constant, que va ser immediatament executat.

## Llegenda
Segons la Britanniae Regum Historia de Geoffrey de Monmouth, Constant va ser elegit rei de Britànnia després de la mort de Constantí. Diu que era el germà gran d'Ambrosi Aurelià i d'Uterpendragó i que havia passat la seva joventut estudiant en un monestir. Amb la crisi que va seguir la mort de l'emperador Constantí, Vortigern, un senyor de la guerra britó, el va convèncer perquè deixés la vida religiosa i es convertís en rei. Però en realitat va ser un titella en mans de Vortigern, que va governar com va voler, i a la fi va convèncer uns pictes que el matessin i ell mateix es va nomenar rei.